# Juan di Natale
Juan Carlos di Natale (Buenos Aires, 20 de febrero de 1969) es un reconocido presentador y periodista argentino.
Actualmente conduce Reloj de plastilina en Mega 98.3 además de Sobredosis de TV, junto a La Negra Vernaci en C5N.

## Biografía

### Primeros años
Hijo de una familia de clase media, vivió casi toda su vida en el barrio porteño de Caballito, hasta que se mudó cerca de Congreso, también en la Ciudad Autónoma de Buenos Aires, Argentina. Su padre era jefe de personal de un laboratorio y su madre tenía una boutique en una galería de Caballito. Tiene dos hermanos que son diecisiete años mayores que él. Habiendo sido un amante de la lectura desde los once o doce años de edad, se interesó primero en obras clásicas de ciencia ficción y literatura clásica del siglo XIX.
Cursó la primaria en una escuela municipal y la secundaria en la Escuela Superior de Comercio Carlos Pellegrini donde escribió algunas notas en la Revista Bola y fue delegado de su curso. Al egresar, en el año 1986, la idea de ser contador había desaparecido e ingresó a la Facultad de Ciencias Sociales de la UBA con la idea de seguir Ciencias de la Comunicación, aunque más tarde siguió Letras. Al mismo tiempo, y durante seis meses, estudió periodismo en el Instituto Grafotécnico. En los 90 consiguió un cargo docente como ayudante de segunda de la cátedra de Semiología en la misma facultad, y presentó un proyecto de investigación sobre el entrecruzamiento de la vida de los escritores con sus obras.

## Carrera
Su carrera inició de la mano del hermano mayor de una compañera del colegio secundario, Leo Fernández, con quien había tenido contacto al momento de hacer un piloto para Radio Belgrano. Fernández se había asociado con uno de los responsables de La TV ataca (en su etapa de TV Pública), Gustavo Sofovich, el hijo de Gerardo Sofovich. Entonces Juan comenzó a trabajar en 1991 como notero en el programa que conducía Mario Pergolini. En 1992 ingresó a Podría ser peor, programa que Pergolini hacía en Rock & Pop junto a Alejandro Rozitchner, Tuqui, Juan Castro, Andy Kusnetzoff y Nacho Goano.
En 1993 Di Natale recibió -junto a Fernández- la propuesta de tener un programa propio en la misma emisora, Se nos viene la noche, donde también formaba parte del plantel el humorista Tuqui. Ese mismo año también inició -en solitario- un programa semanal, que se llamó Sábado maldito y que se emitió hasta el año 2000.
A partir de 1995 pasó a ser una cara conocida por su labor televisiva, como cronista de Caiga Quien Caiga. Carlos Corach (exfuncionario del gobierno de Carlos Menem) huía de su presencia y Susana Decibe (exministra de Educación) vivió un mal momento cuando no pudo responderle preguntas sobre la capital de Sri Lanka y el Teorema de Pitágoras.
Se nos viene la noche terminó en 1997 y Juan Di Natale comenzó a conducir Day Tripper, junto a Diego Della Sala. Este ciclo se volvió mítico en Rock & Pop y tuvo colaboraciones de Andrés Ruiz (Guillermo), Fabio Alberti, Mariana Brisky, Héctor Andrés Donaruma (Dr. Amor), Silvina Laserna (Kimberly), Nahuel Suárez, Valeria Schwaszta, Mariana De Iraola, Marcelo Martínez (El Pelado Torabe), Fabián Couto, Javier Diz, Mariano Díaz y Wilfredo Tófalo. Entre 2000 y 2001 condujo un ciclo periodístico diario en América TV llamado Así estamos.
En el 2000 Caiga Quien Caiga pasaría a la pantalla de  El Trece . Di Natale se mantuvo en la conducción de este ciclo hasta fines de 2013.
Además de sus labores en radio y televisión, desde 2003 fue uno de los directores de la revista mensual Los Inrockuptibles.
En 2008 tomó las riendas de Algo habrán hecho por la historia argentina, en su última temporada.
Tras su salida de CQC continuó con su carrera en TV, realizando participaciones en Los 8 escalones por El Trece
Cerrando 2013 Day Tripper se despidió del aire de Rock & Pop, pero Juan Di Natale volvió meses después con No vuelvas, un nuevo programa junto a su excompañero en Caiga Quien Caiga, Eduardo de la Puente. Tres años después Rock & Pop canceló el programa y decidió también no renovar el contrato de Di Natale.
Durante 2016 estuvo al frente de un ciclo periodístico semanal en Canal 9 llamado Día Cero.
Desde 2017 ha conducido el programa Lo artesanal en Pop Radio 101.5 y La era de la imagen en TV Pública. Desde 2018 también está al frente de Reloj de plastilina en Mega 98.3.
En 2019 condujo Todo tiene un porqué por la TV Pública, tras la salida de Germán Paoloski del programa.
En 2021, conduce junto La Negra Vernaci en SDTV por C5N y Segunda dosis (programa de radio) por Radio 10.

## Trayectoria

### Radio
| Año             | Programa              | Radio           |
| --------------- | --------------------- | --------------- |
| 2021-2023       | Segunda Dosis         | Radio 10        |
| 2018-Actualidad | Reloj de plastilina   | Mega 98.3       |
| 2017-2020       | Lo artesanal          | Pop Radio 101.5 |
| 2014-2016       | No vuelvas            | Rock & Pop      |
| 2007            | The selector Gancia   | Rock & Pop      |
| 2003-2007       | Inrocks and Pop       | Rock & Pop      |
| 1998-2013       | Day Tripper           | Rock & Pop      |
| 1993-2000       | Sábado maldito        | Rock & Pop      |
| 1993-1997       | Se nos viene la noche | Rock & Pop      |
| 1992            | Podría ser peor       | Rock & Pop      |

### Televisión

#### Televisión Pública
- La TV ataca (1991)
- La era de la imagen (2017)
- Todo tiene un porqué (2019-2020)

#### Canal 9
- Hacelo x Mí (1991-1993)
- La TV ataca(1992)
- Día Cero (2016)

#### América Televisión
- La TV ataca (1991)
- Caiga Quien Caiga (1995-1999)
- Así estamos (2000-2001)
- Caiga Quien Caiga (2011-2012)

#### Canal 13
- Caiga Quien Caiga (2000-2005/2013)
- Los 8 escalones (2014-2016)

### Telefe
- Caiga Quien Caiga (2006-2010)
- Algo habrán hecho por la historia argentina (2008)

### C5N
- Sobredosis de TV (2021-Actualidad)